# فاریندولا
فاریندولا (به ایتالیایی: Farindola) یک کومونه در ایتالیا است که در استان پسکارا واقع شده‌است.

## خصوصیات
فاریندولا ۴۵ کیلومترمربع مساحت و ۱٬۶۹۴ نفر جمعیت دارد و ۵۳۰ متر بالاتر از سطح دریا واقع شده‌است.